# Nishi-ku (Sakai)
Nishi-ku (西区?) è uno dei sette quartieri amministrativi della città di Sakai, in Giappone.